# Орден Труда (Румыния)
Орден Труда (рум. Ordinul Muncii) — государственная награда Румынской Народной Республики и Социалистической Республики Румынии. Включает в себя сам орден и медаль Ордена Труда (рум. Medalia Muncii).

## История
Орден учреждён декретом № 16 от 30 апреля 1948 года. Были определены три степени. Вручался за особые заслуги в сферах деятельности, направленных на процветание государства. Награждались как отдельные лица, так и организации и предприятия. Вместе с ним была учреждена медаль Ордена Труда, когда масштаб заслуг не доставал до награждения орденом. Насчитывается от 9000 награждений.
Вместе с орденом выдавалось и материальное вознаграждение:
- за 1 степень — 2000 леев и 4 дня дополнительного оплачиваемого отпуска;
- за 2 степень — 1500 леев и три дня дополнительного оплачиваемого отпуска;
- за 3 степень — 1000 леев и 2 дня дополнительного оплачиваемого отпуска[3].

Награждения прекратились после 8 января 1998 года.

## Описание знака
Знак ордена размером 46,7 х 43,5 мм и состоит из трёх частей. В центре — серп и молот, опирающиеся на два колоса пшеницы, между которыми находится пятиконечная звезда, покрытая красной эмалью. По бокам — лавровые листья. Под этим — олицетворение солнца, центр которого покрыт оранжевой, либо жёлтой эмалью, и от центра исходят множественные лучи. Внизу — картуш, покрытый красной эмалью, на котором написано RPR (с 1947 по 1965 год), или RSR (с 1965 по 1998 год).  В первом классе солнечные лучи золотые, а лавровые листья серебряные. Во 2-м классе солнечные лучи серебряные, а лавровые листья золотые. В 3-м классе и солнечные лучи, и листья лавра бронзового цвета. Вес около 30-35 г.
Изготавливался на Румынском монетном дворе. Материал — золото (для высших чиновников), серебро, бронза. В зависимости от времени изготовления надпись на ордене могла гласить RPR (Republica Populară Romînă — Румынская Народная Республика) или RSR (Republica Socialistă România — Социалистическая Республика Румыния). Орден не имеет ленты, но обладает специальной орденской планкой. Планка металлическая, обтянутая лентой из муарового шёлка жёлтого цвета, по краям которой есть 2 полоски красного цвета, в центре — одна, две или три красных полосок, в зависимости от степени ордена. Орден идёт в коробке красного, либо оранжевого цвета. Коробка картонная, с узором, который имитирует кожу. На коробке написано название ордена и степень. Внутри коробка выполнена из бархата белого цвета. Внутри коробки есть отсек для знака ордена со специальным крепежом (или без него), и ёмкость под планку ордена. Документ идёт в тубусе из такого же материала, из какого выполнена коробка.

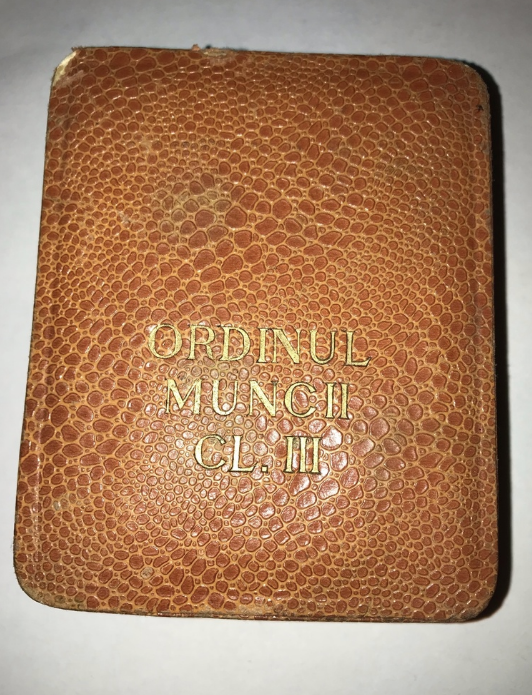
Коробка от ордена 3 степени
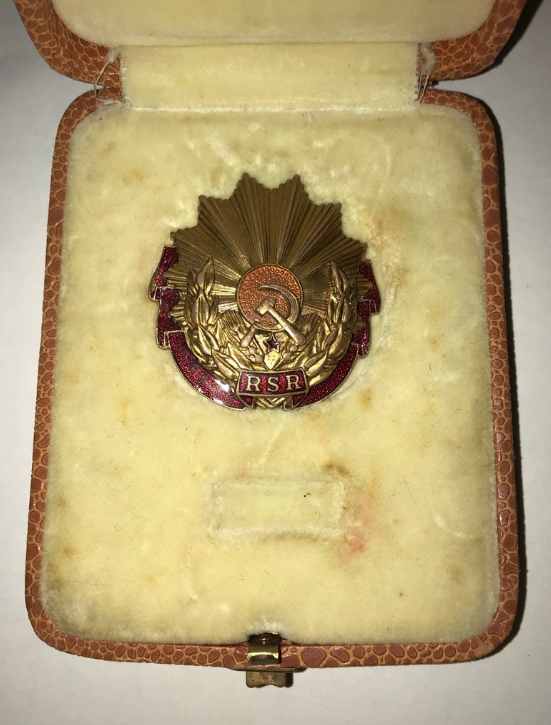
орден 3 степени в коробке
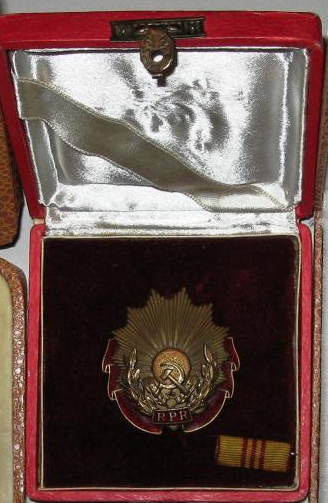
Орден в коробке другого типа с планкой
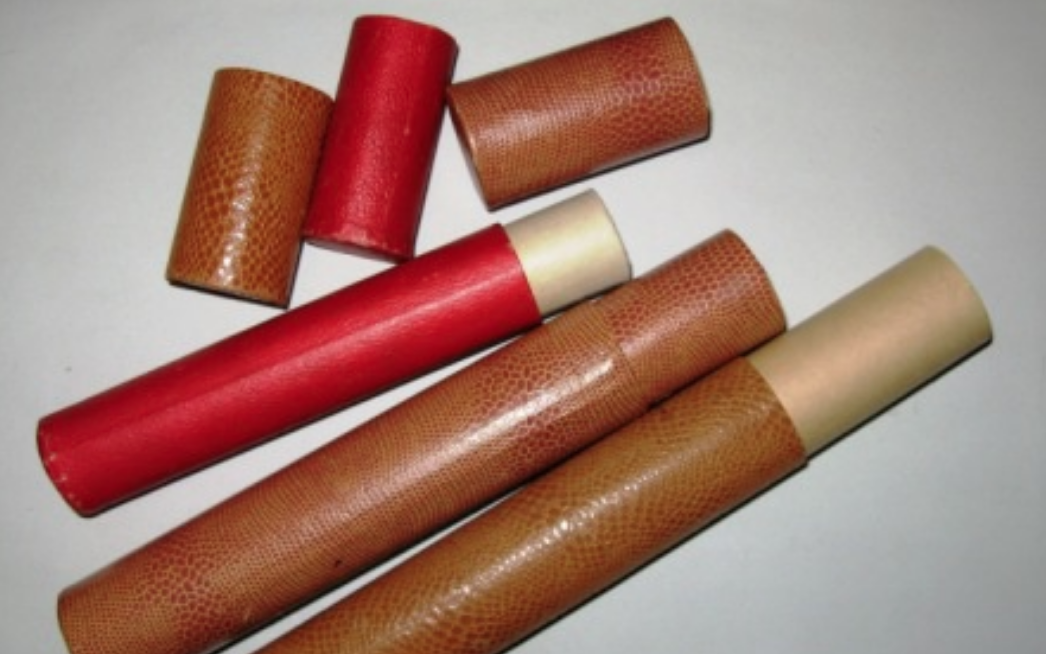
2 типа тубусов
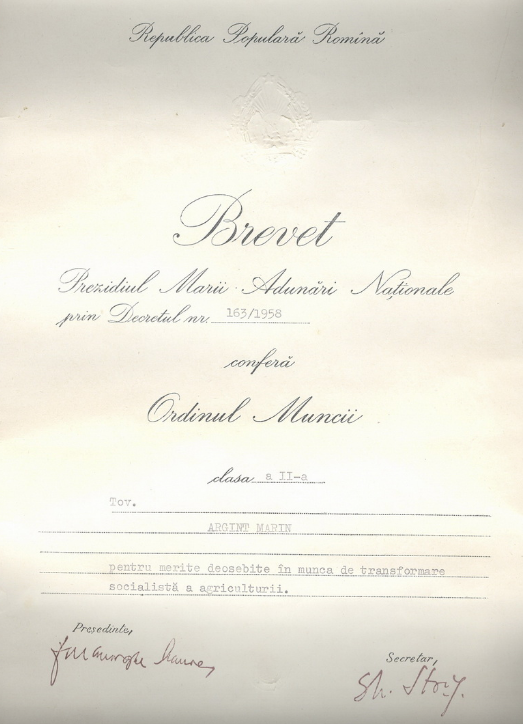
Документ к ордену

У ордена есть несколько вариантов заколок для крепления на одежду. Также может стоять клеймо "M", или "MS", и написан номер знака. Также могут быть клейма серебра. Большое количество разновидностей присутствует в коробках.

Некоторые люди могли для удобства ношения заказать себе фрачную миниатюру ордена. Фрачник, зачастую, представлял собой уменьшенный знак ордена, который прикреплялся к булавке. Фрачные варианты ордена изготавливались в частных ювелирных мастерских. 

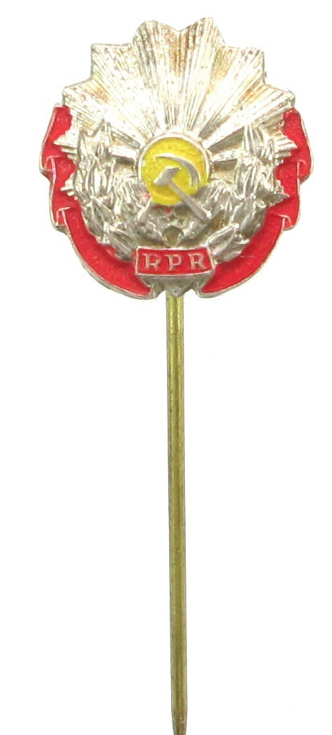
Один из фрачных вариантов ордена,  аверс
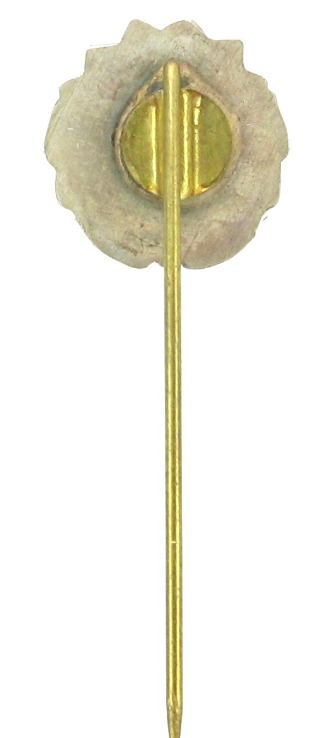
Один из фрачных вариантов ордена,  реверс

## Медаль ордена
Медаль учреждена Декретом № 172 в 1949 году. Медаль имеет форму правильного круга, диаметром 31 мм. Материал — посеребрённая бронза. На аверсе – аналогия на знак ордена. В центре изображено солнце, от которого идут лучи, Перед солнцем — серп и молот, под ним — картуш с надписью RPR, или RSR, по бокам от надписи — колоски пшеницы. На реверсе — пятиконечная звезда, а под ней надпись «pentru merite deosebite in munca» (за особые заслуги в труде). Медаль имеет несколько типов :
1. Вертикальное ушко, медаль крепится к ленте путём крючка и нескольких колец. Лента выполнена по европейскому образцу, крепится к одежде булавкой. 1949 г. Нет документа, коробка старого (довоенного) образца.
2. Вертикальное ушко, медаль крепится к пятиугольной колодке. 1950-е годы. Нет документа, но есть планка, коробка старого образца.
3. Горизонтальное широкое ушко, пятиугольная колодка. Появляются орденская планка и документ, коробка может быть аналогичной орденской, либо старого образца. Стык 1950-1960 гг.
4. Горизонтальное узкое ушко, пятиугольная колодка. Из отличий от 3 образца , кроме ушка — коробка исключительно нового образца. До 1965 г.
5. Всё аналогично 4 типу, кроме того, что вместо надписи RPR появилась надпись RSR. До 1990-х[8].

Лента муаровая. Красная, по краям — 2 жёлтые полосы. Коробка аналогичная ордену.

Награждения прекратились после 8 января 1998 года.

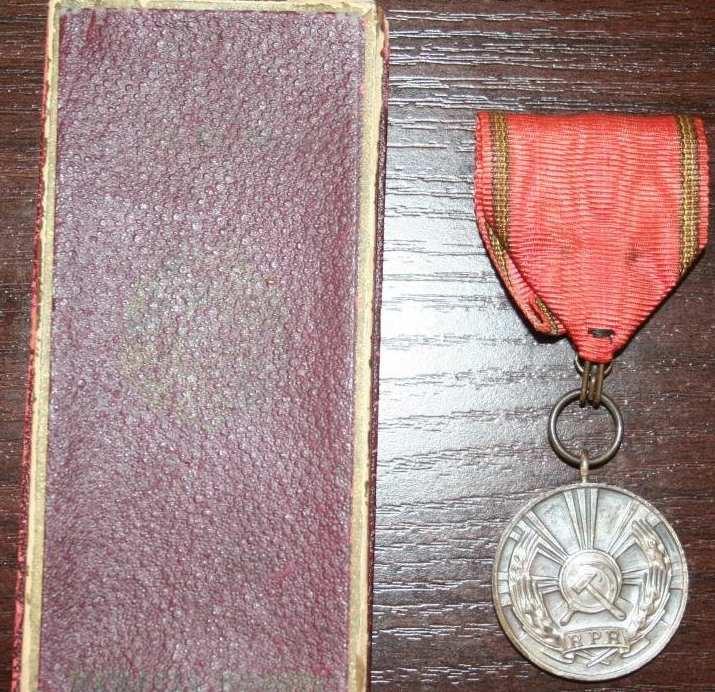
Медаль 1 типа
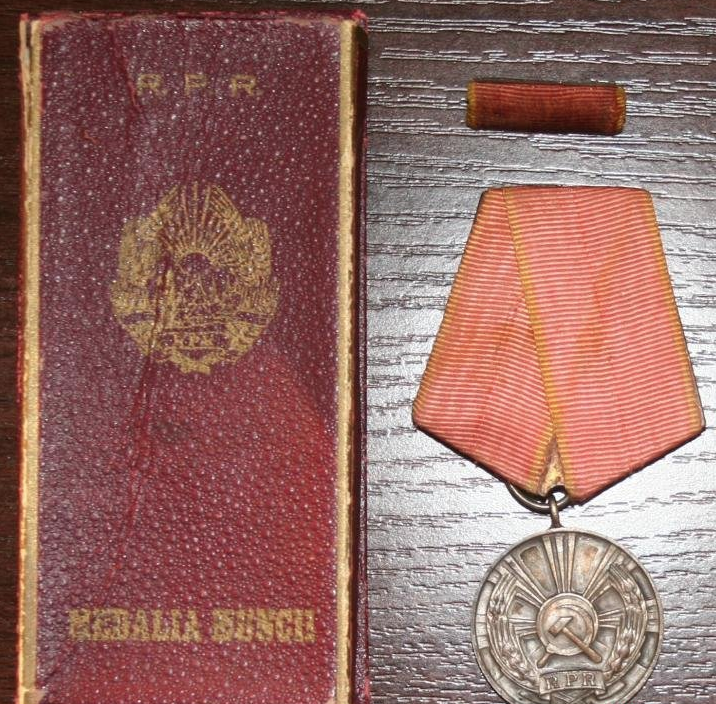
Медаль 2 типа
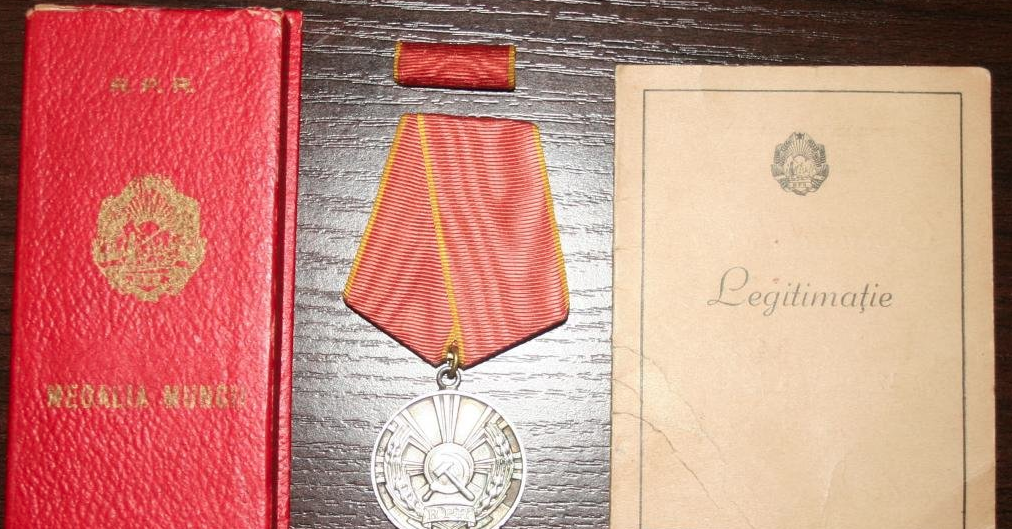
Медаль 3 типа
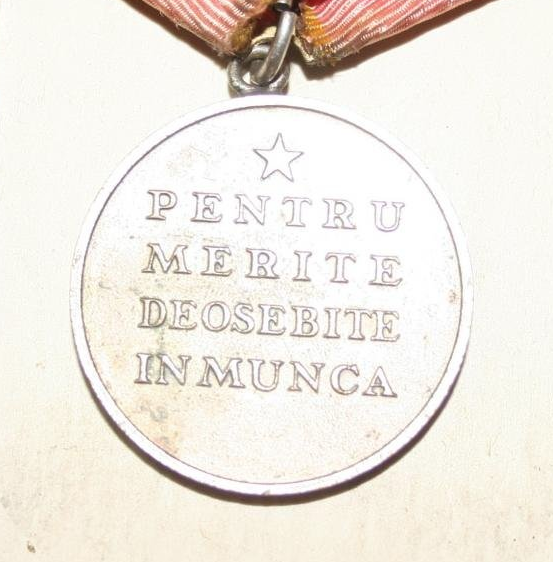
Медаль 4 типа, реверс
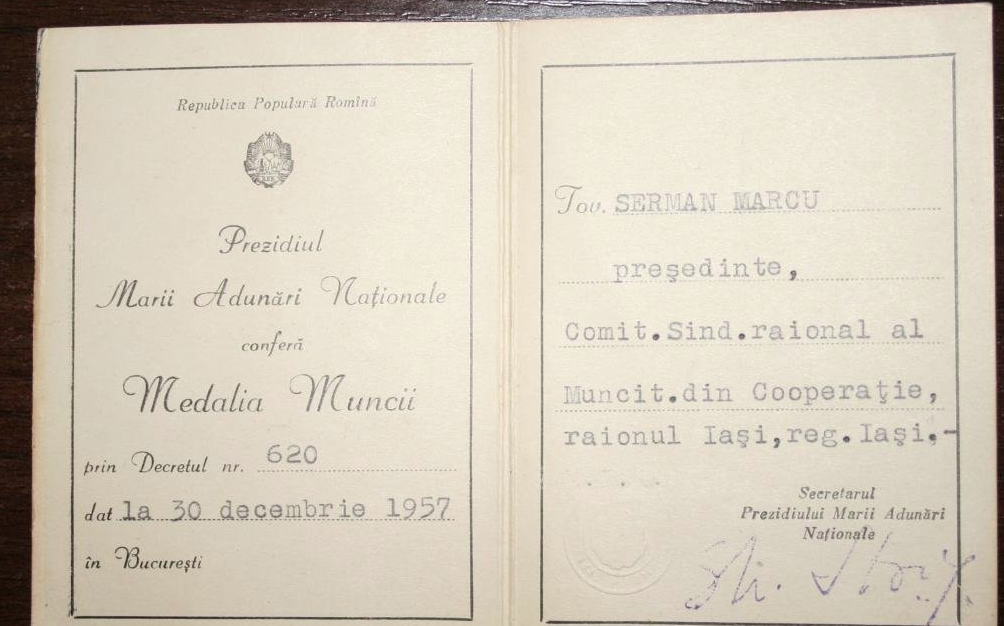
Удостоверение к медали 3 типа
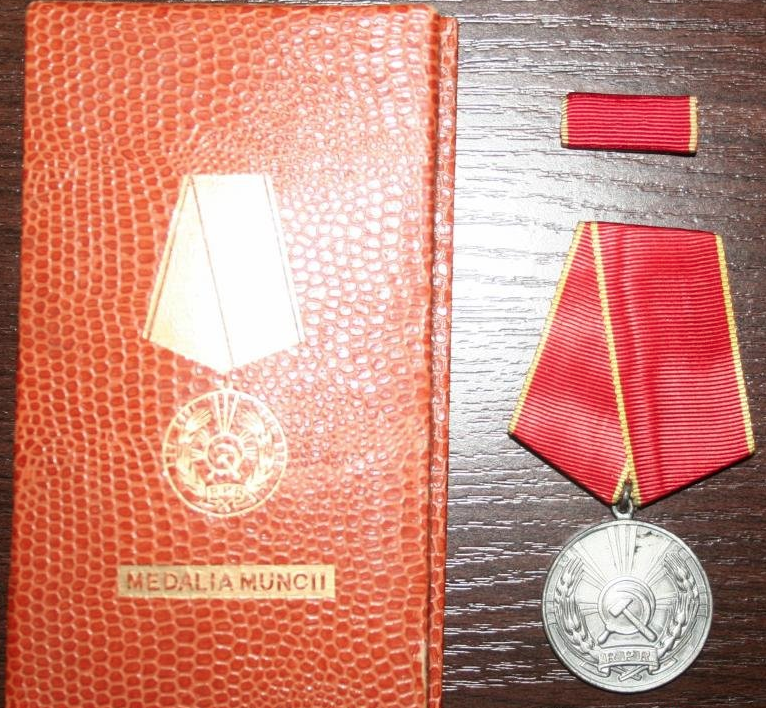
Медаль 4 типа
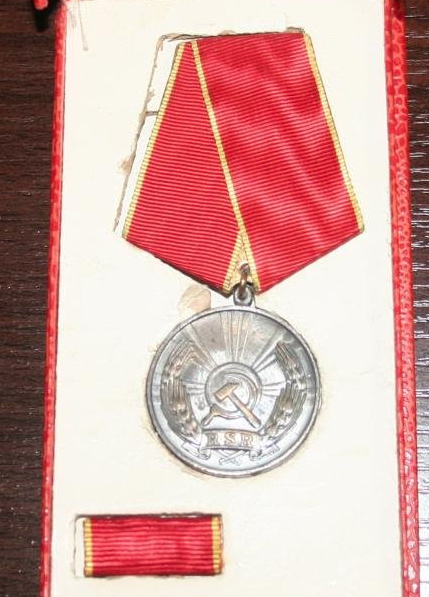
Медаль 5 типа
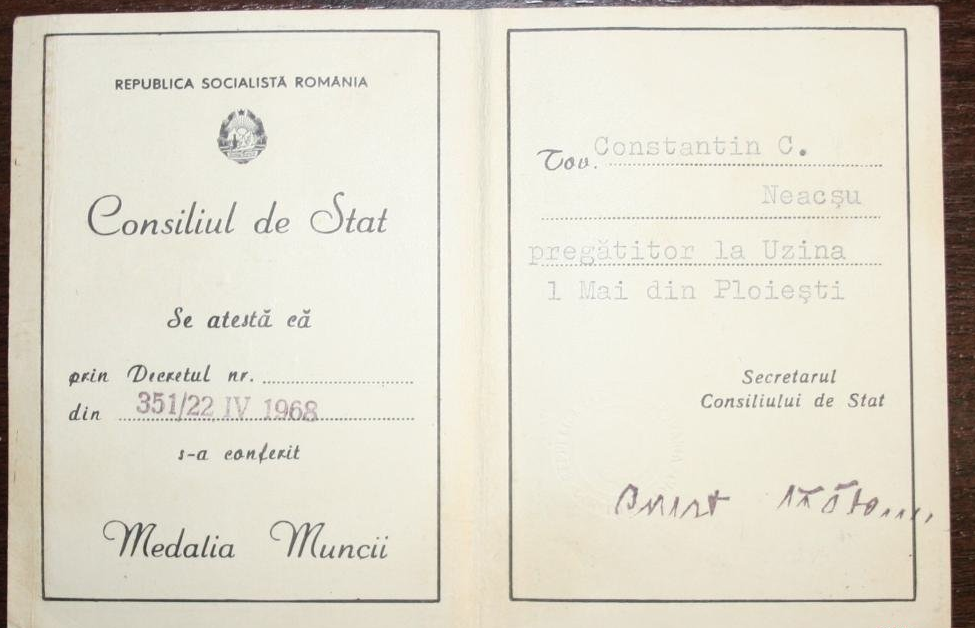
Удостоверение к медали 5 типа